# Sluger
Sluger (variantă sulger) era o dregătorie de curte în Țara Românească și Moldova. Slugerul se ocupa cu aprovizionarea și distribuirea rațiilor de carne.
În Țara Românească, Marele sluger era cel care trebuia să aducă carnea, mai ales de vită, necesară curții domnești. Prima menționare documentară a slugerului în Țara Românească datează din 7 noiembrie 1480. În Moldova, prima menționare documentară a slugerului datează din 13 iunie 1456. 